# Liparis greenwoodiana
Liparis greenwoodiana là một loài thực vật có hoa trong họ Lan. Loài này được Espejo mô tả khoa học đầu tiên năm 1987.